# Gotra striatipleuris
Gotra striatipleuris là một loài tò vò trong họ Ichneumonidae.